# Список умерших в 661 году

## Январь
- 23 января — Али ибн Абу Талиб (61) — арабский политический и общественный деятель, четвёртый праведный халиф (656—661), двоюродный брат, зять и сподвижник пророка Мухаммеда.
- 28 января — Абдуррахман ибн Мулджам — убийца сподвижника пророка Мухаммеда, четвёртого праведного халифа Али ибн Абу Талиба.

## Март
- 5 марта — Аль-Ашас ибн Кайс — исламский военный и политический деятель, вождь племени аль-кинда в Хадрамауте.

## Август
- 24 августа — Императрица Когёку — 35-я и 37-я императрица Японии (642—645 и 655—661).

## Дата смерти неизвестна или требует уточнения
- Аго, герцог Фриуля.
- Ариперт I — герцог Асти (616—653) и король лангобардов (653—661).
- Каб ибн Зухайр — арабский поэт.
- Кенберт, субкороль в Уэссексе.
- Кулмин ап Петрок — король Думнонии (658—661).
- Кутред, субкороль в Уэссексе (648—661).
- Лабид ибн Рабиа — арабский писатель и поэт.
- Нерсес III Тайеци — Католикос всех армян (641—661).
- Себеос — армянский историк.
- Тамим ад-Дари, сподвижник пророка Мухаммеда.
- Фахита бинт Абу Талиб — сподвижница, двоюродная сестра пророка Мухаммеда и сестра четвёртого праведного халифа имама Али.
- Финан Линдисфарнский — епископ Линдисфарна, святой Католической церкви.